# 成田空港手荷物爆発事件

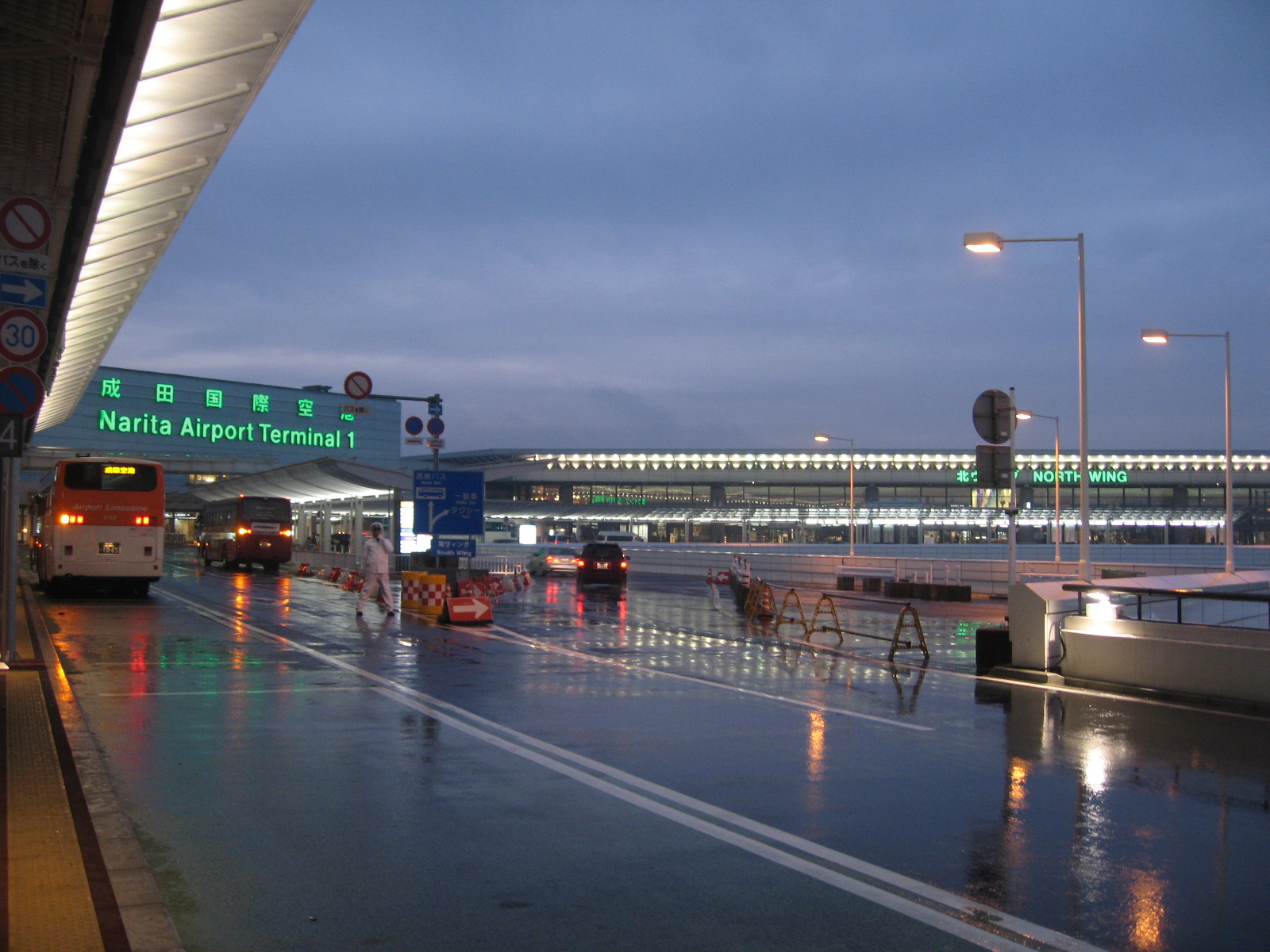
成田国際空港第1ターミナル

成田空港手荷物爆発事件（なりたくうこうてにもつばくはつじけん）は、1985年（昭和60年）6月23日に、日本の千葉県成田市にある新東京国際空港（現在の成田国際空港）の手荷物サービスセンターで、航空貨物が爆発した事件である。別名を「カナダ太平洋航空機手荷物爆発事件」ともいう。
この事件は、インドのシク教過激派による同時多発テロ事件であり、本事件の約1時間後に同じ犯人により大西洋上でもエア・インディアのボーイング747-200型機の貨物室において爆発が起き墜落する惨事になった。

## 事件の概要
1985年（昭和60年）6月23日午後3時19分（協定世界時午前6時19分）ごろ、新東京国際空港第1ターミナル南ウイング2階の荷捌き場で、カナダのトロント発バンクーバー経由で到着したカナダ太平洋航空（後のカナディアン航空、現在のエア・カナダ）3便の荷分け作業中、航空貨物が爆発し、作業員2名が死亡し4名が重傷を負った。爆発したのは、東京（成田）発バンコク経由ボンベイ行きのエア・インディア301便に積み替えられるはずだった手荷物であった。
一方、同日の日本標準時午後4時15分（協定世界時午前7時15分）に、大西洋上を飛行していたエア・インディア182便がアイルランド西方海上で墜落し、搭乗していた乗員乗客329名全員が犠牲になる惨事が発生していた。

## 事件の真相
当初事件発生直後は、三里塚闘争に関与する三里塚芝山連合空港反対同盟によるテロリズムと思われていた。
しかし、この事件と、エア・インディア182便爆破事件は、両方ともにエア・インディアを標的にした爆弾テロであったことが判明する。いずれも実際には、搭乗手続きをしなかった乗客の受託手荷物が爆発して起きたものであり、計画的な犯行であることが分かった。
この乗客は、インドからの分離独立を主張して武装闘争活動をしていたシク教過激派のカナダ在住のメンバーであり、最終的にインドに向かう、バンクーバー発のカナダ太平洋航空3便（バンクーバー - 東京）から、エア・インディア301便（東京 - バンコク）に乗り継ぐ便と、カナダ太平洋航空60便（バンクーバー - トロント）からエア・インディア181便/182便（トロント - モントリオール - ロンドン - インド）に乗り継ぐ便に予約を入れていた。
逮捕された犯人の供述によれば、爆弾が1時間早く新東京国際空港で爆発したのは、爆発物の時限爆弾装置の時間設定を間違ったため（サマータイムを実施しているカナダと、実施していない日本の時差の計算を誤ったと言われている）であるとされている。

## 犯行の動機
インドには、インドからの分離独立を目指すカーリスターン運動という「シク教徒の政治運動」がある。
1980年代、インド国内ではシク教徒とヒンドゥー教徒との対立が激化しており、1984年にはインド政府軍がシク教徒の聖地を襲撃する「黄金寺院事件」が発生。その報復として、シク教徒の過激派は当時のインド首相インディラ・ガンディーを暗殺した。この航空テロを引き起こしたのもババール・カルサというシク教徒の武装テロ組織であった。成田空港における爆発事件については、犯人は1988年2月にイギリスで逮捕され、カナダに引き渡されたが、カナダの法廷は懲役10年を1991年5月10日に宣告した。

## 映像化
- メーデー!:航空機事故の真実と真相 第5シーズン第7話「EXPLOSIVE EVIDENCE」
  - 同一犯による犯行である『エア・インディア182便爆破事件』との関連で紹介されている。
  - 再現ドラマパートでは日本の警察により成田空港で規制線が貼られているシーンが登場するも、成田空港が位置する千葉県の千葉県警ではなく、何故か「兵庫県警」の規制線が誤って使われていた。